# Molini di Triora
Molini di Triora est une commune italienne de la province d'Imperia dans la région Ligurie en Italie. Molini di Triora a fondé sa prospérité sur l'activité de 23 moulins à eau.

## Monuments et patrimoine
- San Lorenzo - église du XVe siècle, remanié pendant l'époque baroque
- Nostra Signora della Montà, église qui conserve des fresques du XVe siècle d'Antonio da Mondovì

## Administration
| Période                                  | Période | Identité | Étiquette | Qualité |
| ---------------------------------------- | ------- | -------- | --------- | ------- |
|                                          |         |          |           |         |
| Les données manquantes sont à compléter. |         |          |           |         |

### Hameaux
Corte, Andagna

### Communes limitrophes
Badalucco, Bajardo, Carpasio, Castelvittorio, Montalto Ligure, Montegrosso Pian Latte, Rezzo (Italie), Triora